# حوزه تجزیه یکتا

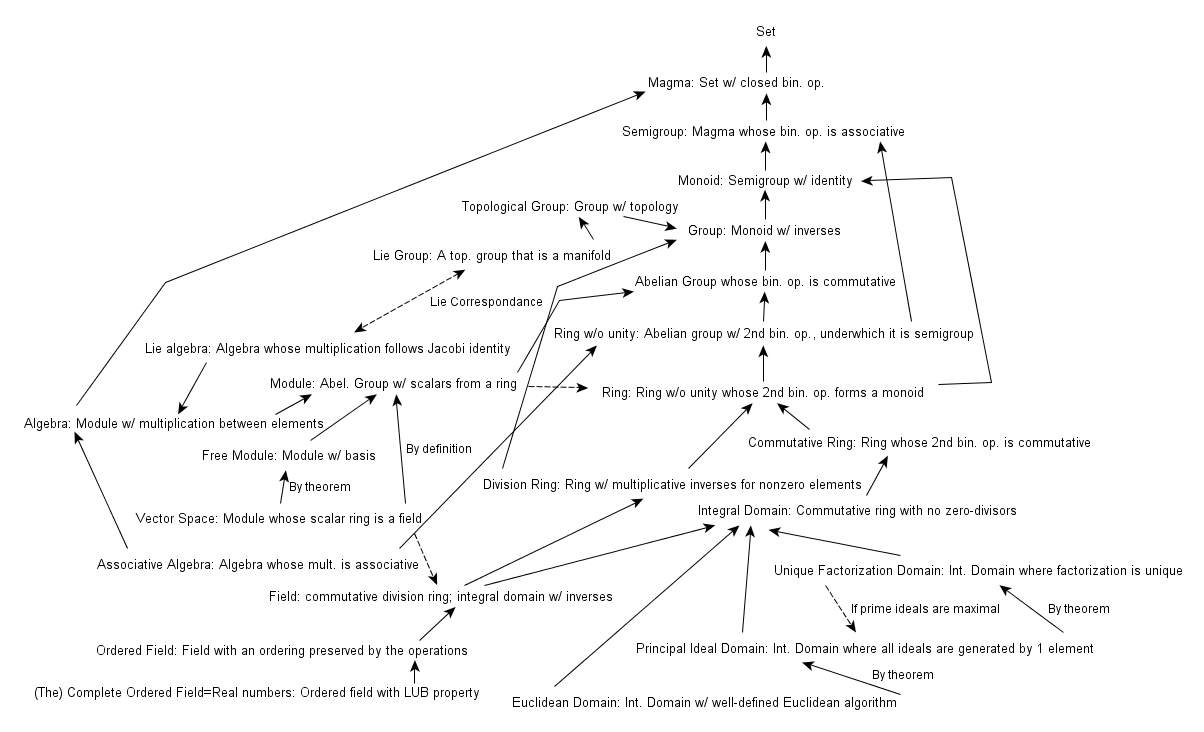
نمودار حلقه حوزه جزیره یکتا

در ریاضیات، حوزه تجزیه یکتا (به انگلیسی: Unique Factorization Domain) (UFD) (برخی مواقع براساس واژه‌شناسی بورباکی به آن حلقه فاکتوریل نیز می‌گویند)، حلقه‌ای است که گزاره ای مشابه با قضیه اساسی حساب در آن برقرار باشد. به طور خاص، UFD، حوزه صحیحی (حلقه جابجایی نابدیهی که هیچ مقسوم علیه صفر نابدیهی نداشته باشد) است که در آن هر عنصر غیر-یکه (یکه به معنای عنصری که معکوس ضربی دارد) را بتوان به طور منحصر بفرد و در حد ترتیب (یعنی عوض شدن ترتیب عناصر، به خاطر جابجایی بودن حلقه اهمیت ندارد) به صورت ضرب عناصر اولی (یا عناصر تحویل ناپذیری) نوشت.
مثال‌های مهمی از UFD ها شامل این موارد اند: اعداد صحیح، حلقه چندجمله‌ای یک یا چند متغیره با ضرایبی از اعداد صحیح یا یک میدان دلخواه.
حوزه تجزیه یکتا در زنجیره شمول زیر جای می گیرد:
رونگ‌ ⊃ حلقه ⊃ حلقه جابه‌جایی ⊃  حوزه صحیح ⊃ حوزه بسته صحیح ⊃ حوزه ب.م.م. ⊃ حوزه تجزیه یکتا ⊃ حوزه ایده‌آل اصلی ⊃ حوزه اقلیدسی ⊃ میدان ⊃ میدان بسته جبری

## ارجاعات
- مشارکت‌کنندگان ویکی‌پدیا. «Unique Factorization Domain». در دانشنامهٔ ویکی‌پدیای انگلیسی.